# Thanatus forbesi
Thanatus forbesi là một loài nhện trong họ Philodromidae.
Loài này thuộc chi Thanatus. Thanatus forbesi được Mary Agard Pocock miêu tả năm 1903.